# 菊盛英夫
菊盛 英夫（きくもり ひでお、1909年2月14日 - 2001年12月12日）は、日本の文学研究者、ドイツ文学者、映画・文芸評論家、翻訳家。中央大学教授を歴任。

## 来歴
富山県富山市生まれ。1933年東京帝国大学独文科卒業。1980年まで中央大学教授。
多くの著書、翻訳があり、トーマス・マンを専門とした。

## 著書
- 『われらの映画』（くれは書店） 1949
- 『斜視的ドイツ論』（中央大学出版部） 1962
- 『ベルト・ブレヒト ある革命的芸術家の生涯』（白水社） 1965
- 『うっちゃり文化論』（中央大学出版部） 1970
- 『文学的表現主義』（中央大学出版部） 1970
- 『ルターとドイツ精神史 そのヤーヌスの顔をめぐって』（岩波新書） 1977.3
- 『評伝トーマス・マン その芸術的・市民的生涯』（筑摩書房） 1977.4
- 『文芸サロン その多彩なヒロインたち』（中公新書） 1979
- 『文学カフェ ブルジョワ文化の社交場』（中公新書） 1980
- 『芸術キャバレー』（論創社） 1984.4
- 『知られざるパリ 歴史の舞台裏を歩く』（岩波書店） 1985.11
- 『昭和交情記 はぐれ学者の履歴書』（河出書房新社） 1990.8

### 翻訳
- 『三文オペラ』（ベルト・ブレヒト、日光書院） 1941
- 『ナチスの労働問題』（L・ハイデ、理想社） 1943
- 『歴史主義の成立』各・上下（マイネッケ、近藤書店） 1944 - 1945。改訳版：麻生建共訳、筑摩叢書 1967、新版 1985
- 『近世史における国家理性の理念』（マイネッケ、近藤書店） 1948
  - 改訳版『近代史における国家理性の理念』（生松敬三共訳、みすず書房） 1960、新版1989
- 『未来は既に始まつた』（ロベルト・ユンク、文藝春秋新社） 1954
- 『ゲーテ研究』（ルカーチ、青木文庫） 1954
- 『死者の国へ』（ウエルナー・ヴァルジンスキー、新潮社） 1955
- 『少年冒険団』（フランク、創元社、世界少年少女文学全集、ドイツ編） 1956
- 『精神分析入門 自伝』（フロイト、河出書房、世界大思想全集） 1956、のち『世界の大思想 フロイト』
- 『輪舞』（シュニッツラー、河出書房、世界風流文学全集） 1957
- 『ヨゼフとその兄弟たち』全2巻（トーマス・マン、高橋義孝・佐藤晃一共訳、新潮社、世界文学全集） 1958、「マン全集4・5」新潮社 1972
- 『千の太陽よりも明るく 原子科学者の運命』（ロベルト・ユンク、文藝春秋新社） 1958、平凡社ライブラリー 2000
- 『詩と真実』（ゲーテ、「全集9・10」人文書院） 1960
- 『哀れな辻音楽師』（グリルパルツァー、新潮社、世界文学全集） 1964
- 『夢遊の人々』（ヘルマン・ブロッホ、中央公論社、世界の文学） 1966、単行版 1976、ちくま文庫（上・下） 2004
- 『夢判断』（フロイド、高橋義孝共訳、「選集」日本教文社） 1968、のち新版
- 『歴史小説論』（ルカーチ、伊藤成彦共訳、「著作集3」白水社） 1969
- 『三文小説』（ブレヒト、岩淵達治共訳、中央公論社、新集 世界の文学） 1969、新版1994
- 『ホフマンスタールとその時代 ‐二十世紀文学の運命』（ヘルマン・ブロッホ、筑摩叢書） 1971、新版1983
- 『ニヒリズムの革命』（ヘルマン・ラウシュニング、三島憲一共訳、筑摩叢書） 1972、新版1985
- 『造型美術と文学』（フロイト、河出書房新社） 1972
- 『造形思考』（パウル・クレー、土方定一・坂崎乙郎共訳、新潮社） 1973、ちくま学芸文庫（上・下） 2016
- 『ベル・エポック』（ウィリー・ハース、岩波書店） 1985
- 『世紀末ウィーンの精神と性』（ニーケ・ワーグナー、筑摩書房） 1988